# (1666) van Gent
(1666) van Gent – planetoida z grupy pasa głównego asteroid okrążająca Słońce w ciągu 3 lat i 85 dni w średniej odległości 2,19 au. Została odkryta 22 lipca 1930 roku w Leiden Station w Johannesburgu przez Hendrika van Genta. Nazwa planetoidy pochodzi od nazwiska odkrywcy. Przed jej nadaniem planetoida nosiła oznaczenie tymczasowe (1666) 1930 OG.